# Kerrang! Awards 2013
Die 20. Kerrang! Awards fanden am 13. Juni 2013 erstmals im Troxy, im East End von London statt und  wurden von Mark Hoppus (Blink-182) und Scott Ian (Anthrax) geleitet. Im Gegensatz zur Preisverleihung des Vorjahres gab es keine Auszeichnung der Kategorien Held- bzw. Nervensäge des Jahres.
Mit jeweils vier Nominierungen führten die Gruppen Pierce the Veil und Fall Out Boy die 20. Kerrang! Awards an. Black Veil Brides (3), sowie All Time Low, Enter Shikari, You Me at Six und Paramore (je 2) folgten. Bei den persönlichen Auszeichnungen konnte Jack Barakat von All Time Low in drei Kategorien eine Nominierung erreichen. Er war in den Kategorien Hottest Male, Hottest Female und Tweeter des Jahres nominiert.

## Nominierungen

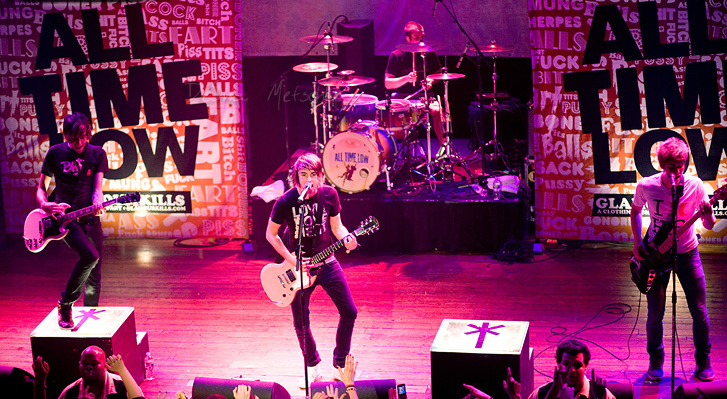
All Time Low gewann in der Kategorie Beste internationale Band

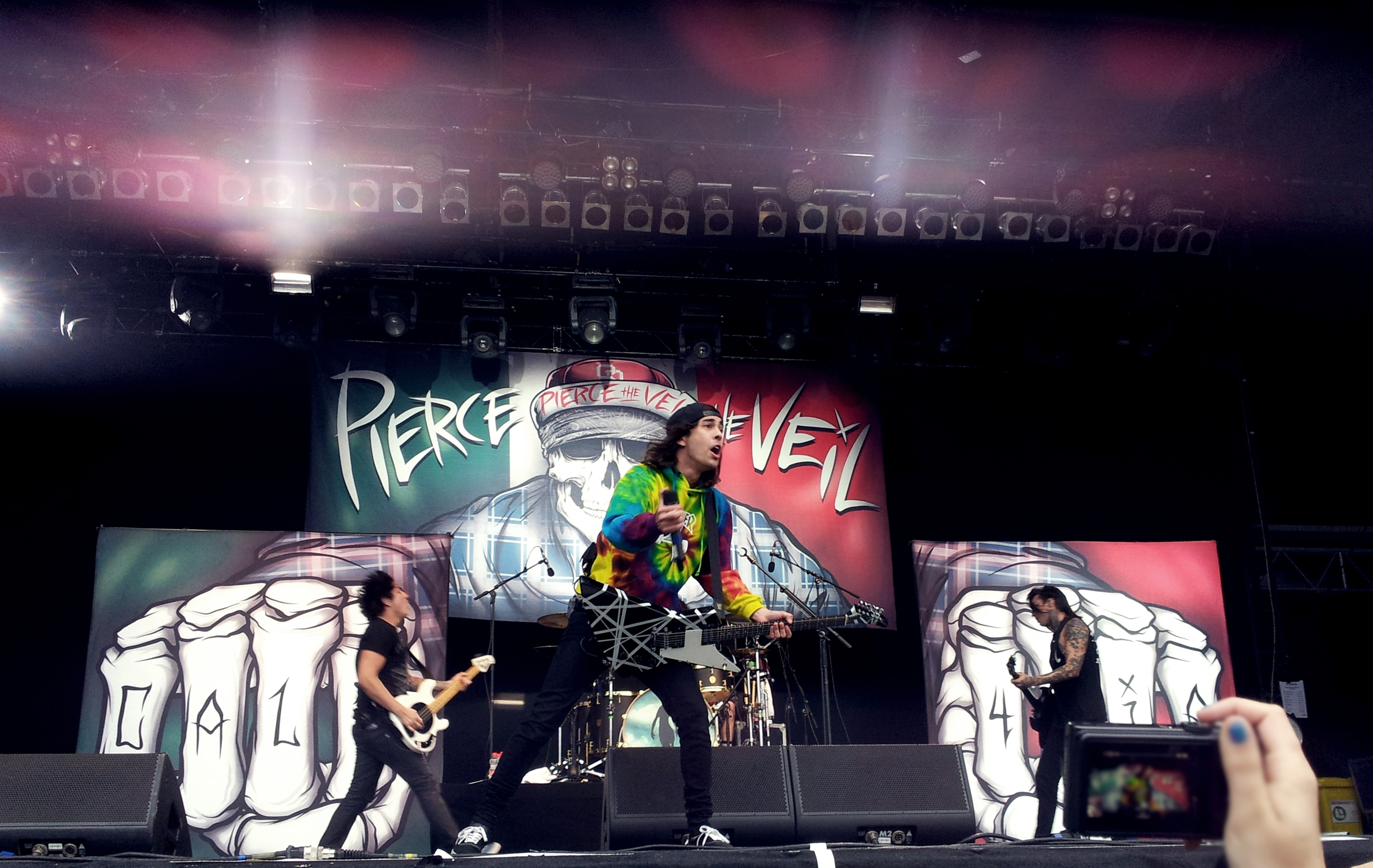
Gewannen in der Kategorie Bestes Musikvideo: Pierce the Veil

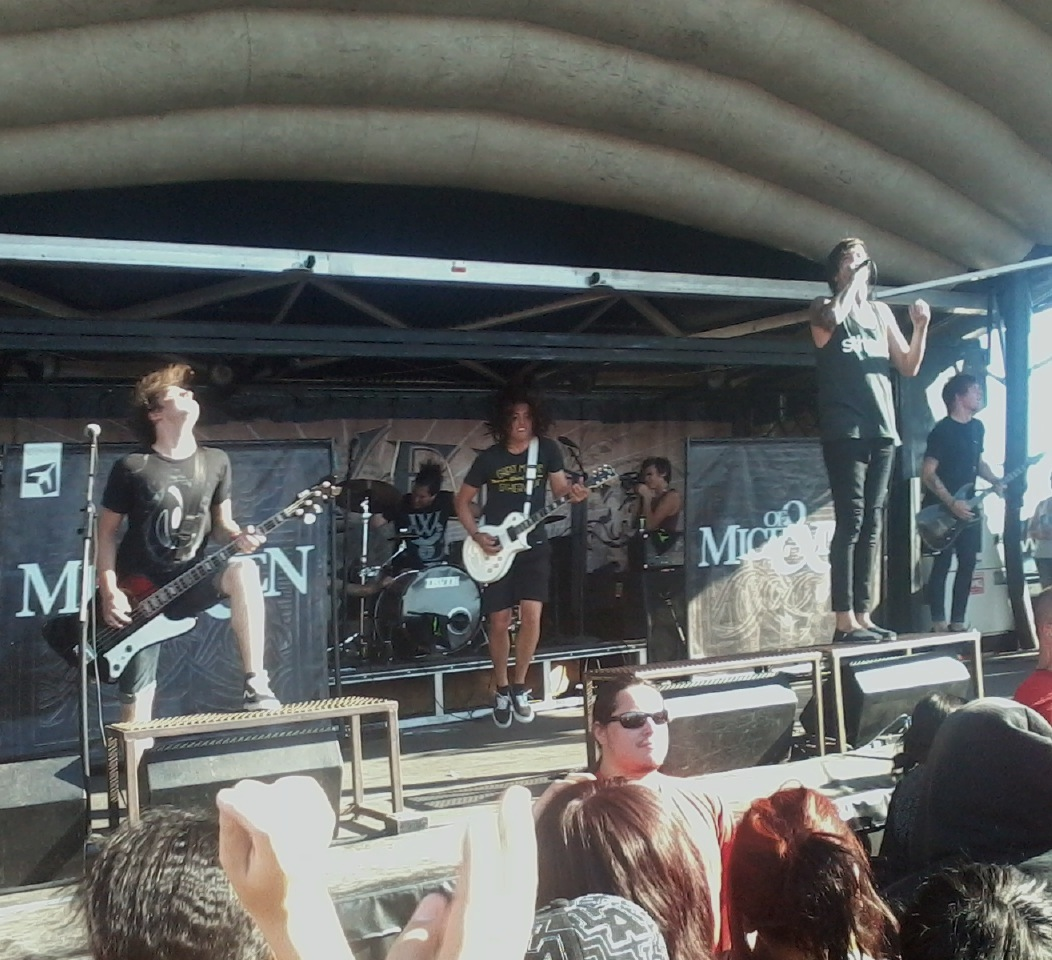
Auch Grund zum Jubeln hatten Of Mice & Men, welche in der Kategorie Bester internationaler Newcomer gewann

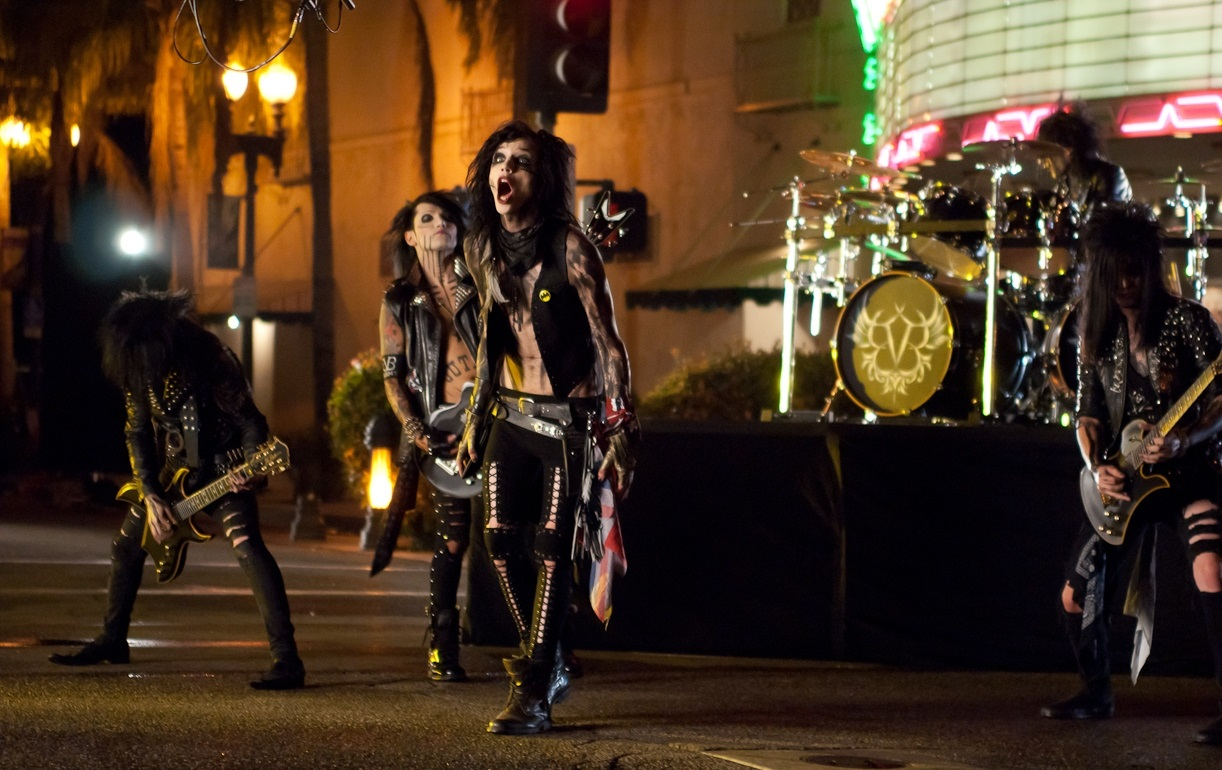
Der Award für die Beste Liveband ging an Black Veil Brides

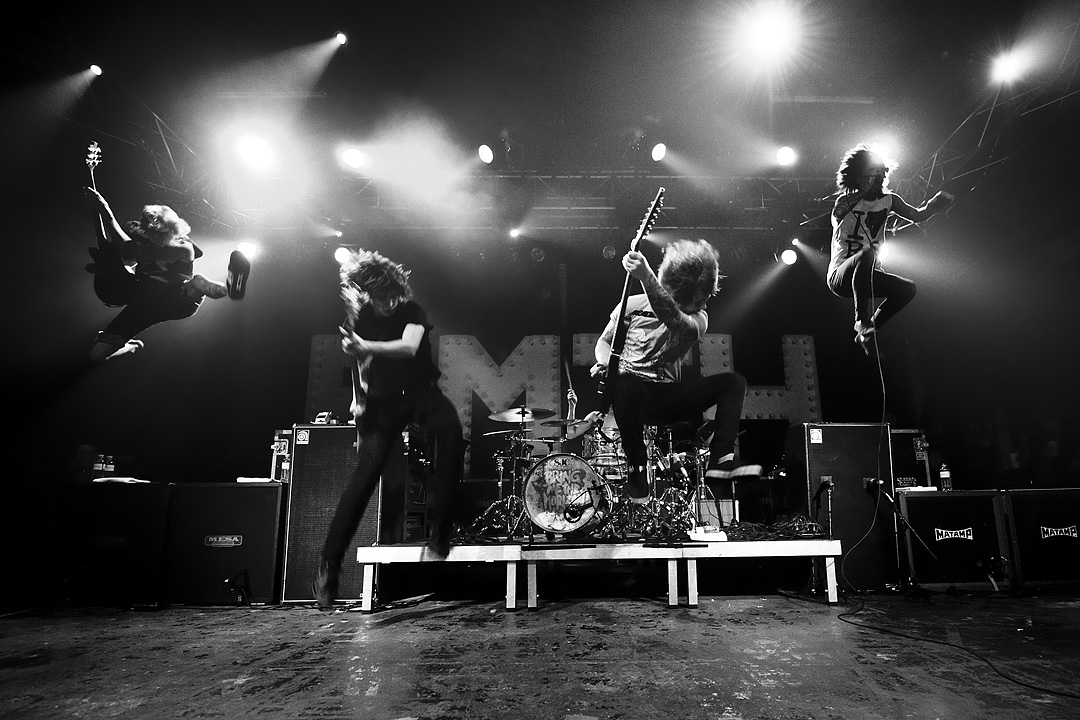
Bring Me the Horizon wurden zur Besten britischen Band gewählt

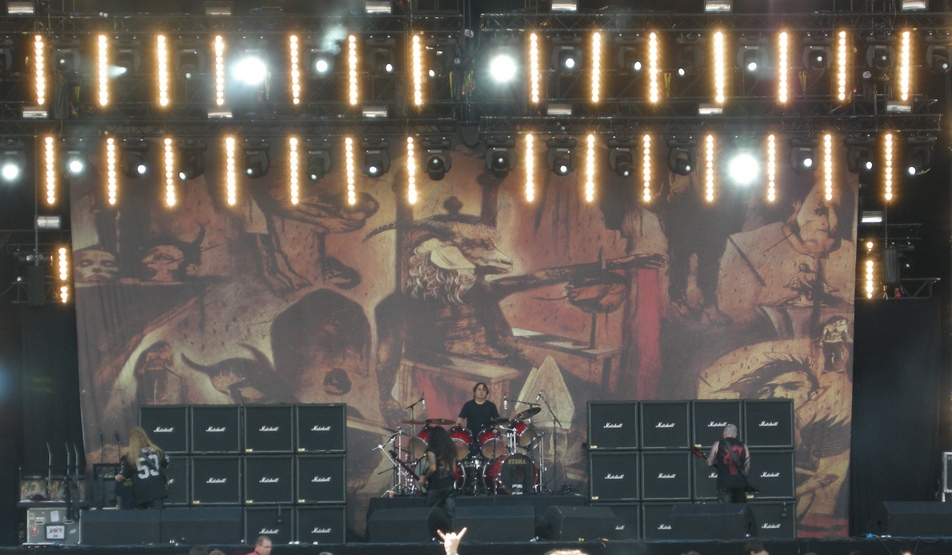
Slayer wurden als Kerrang! Legends ausgezeichnet

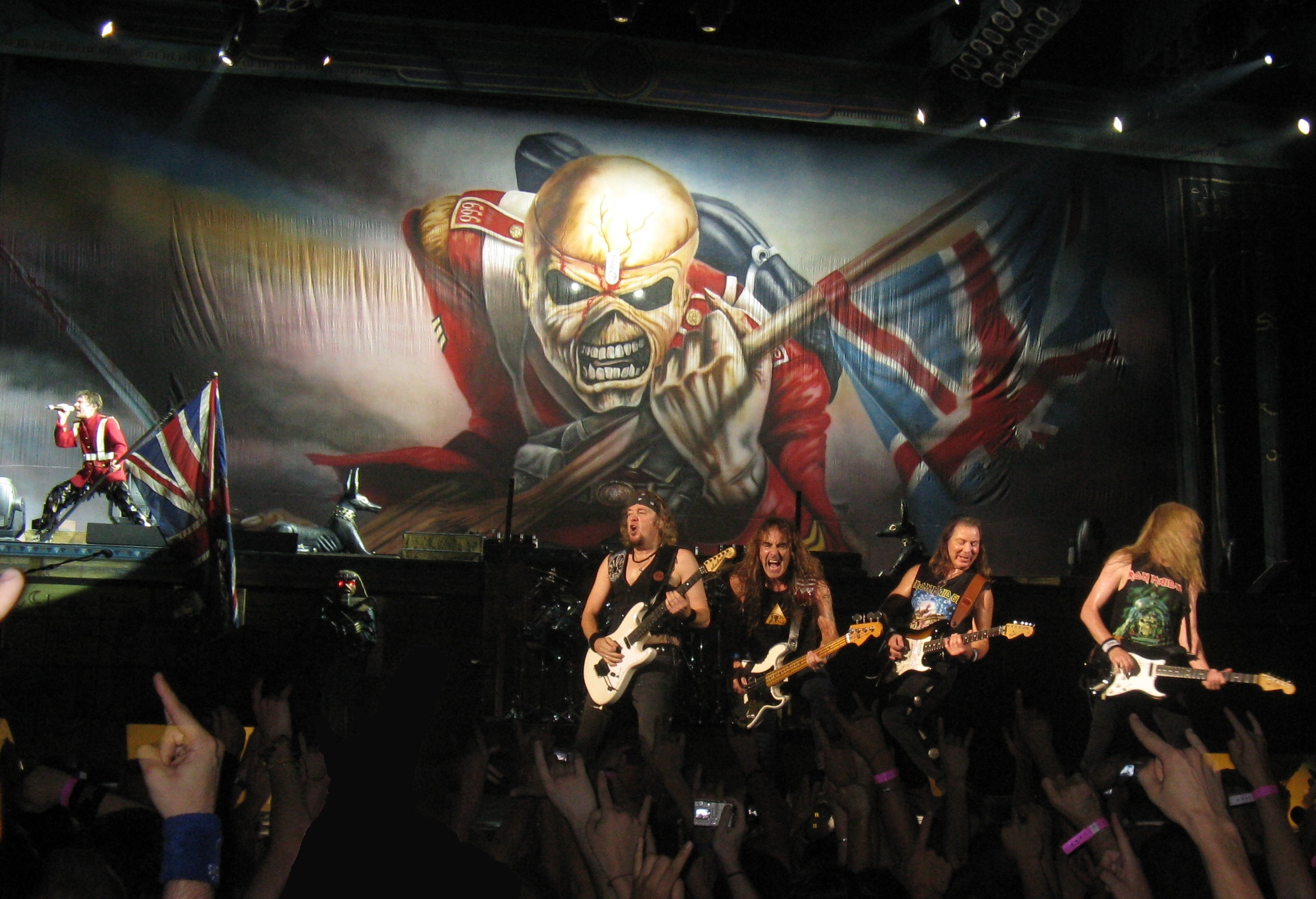
Iron Maiden erhielten den Kerrang! Inspiration Award

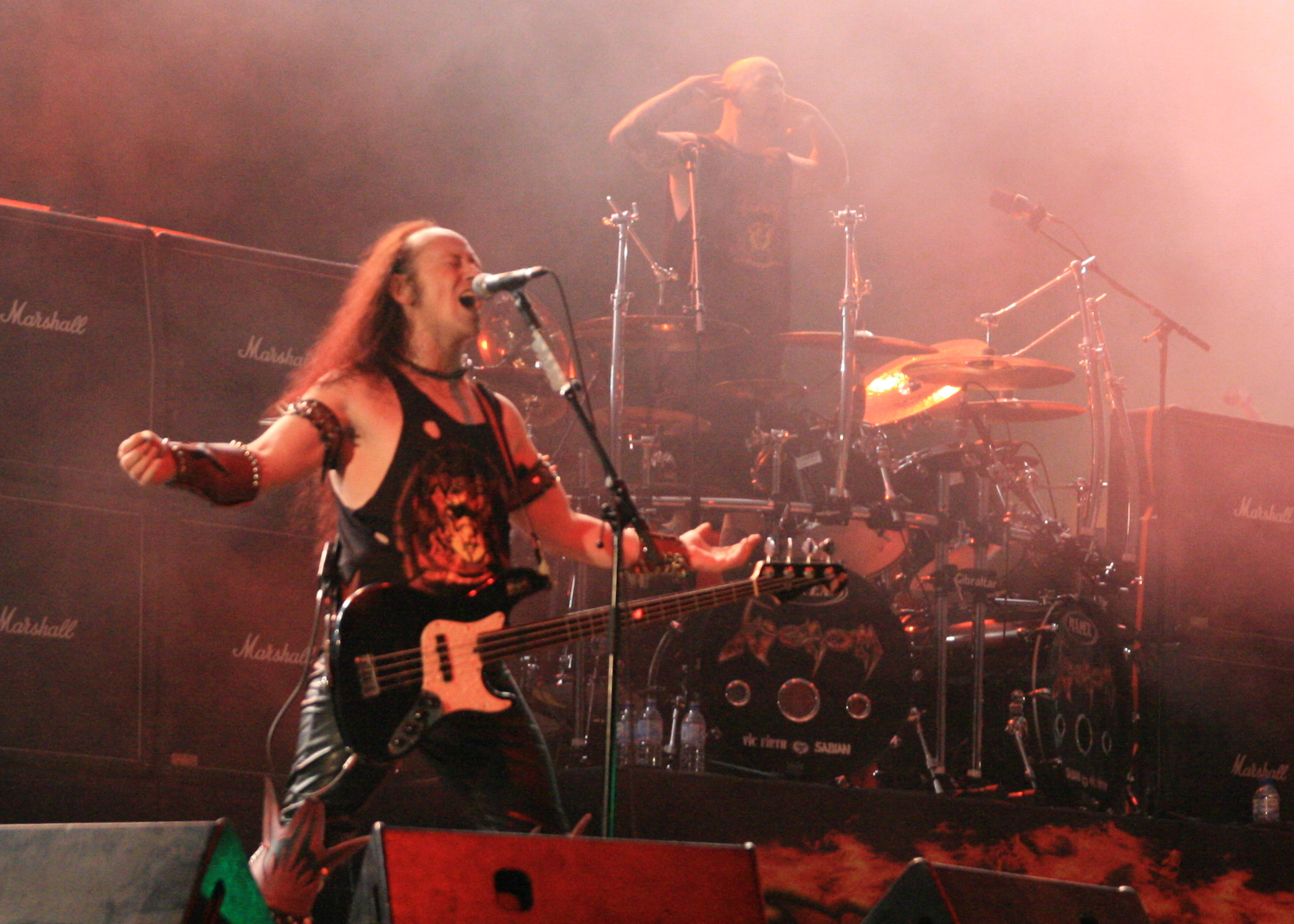
Die britischen Black-Metaller um Venom wurden zu der Kerrang! Ikone gekrönt

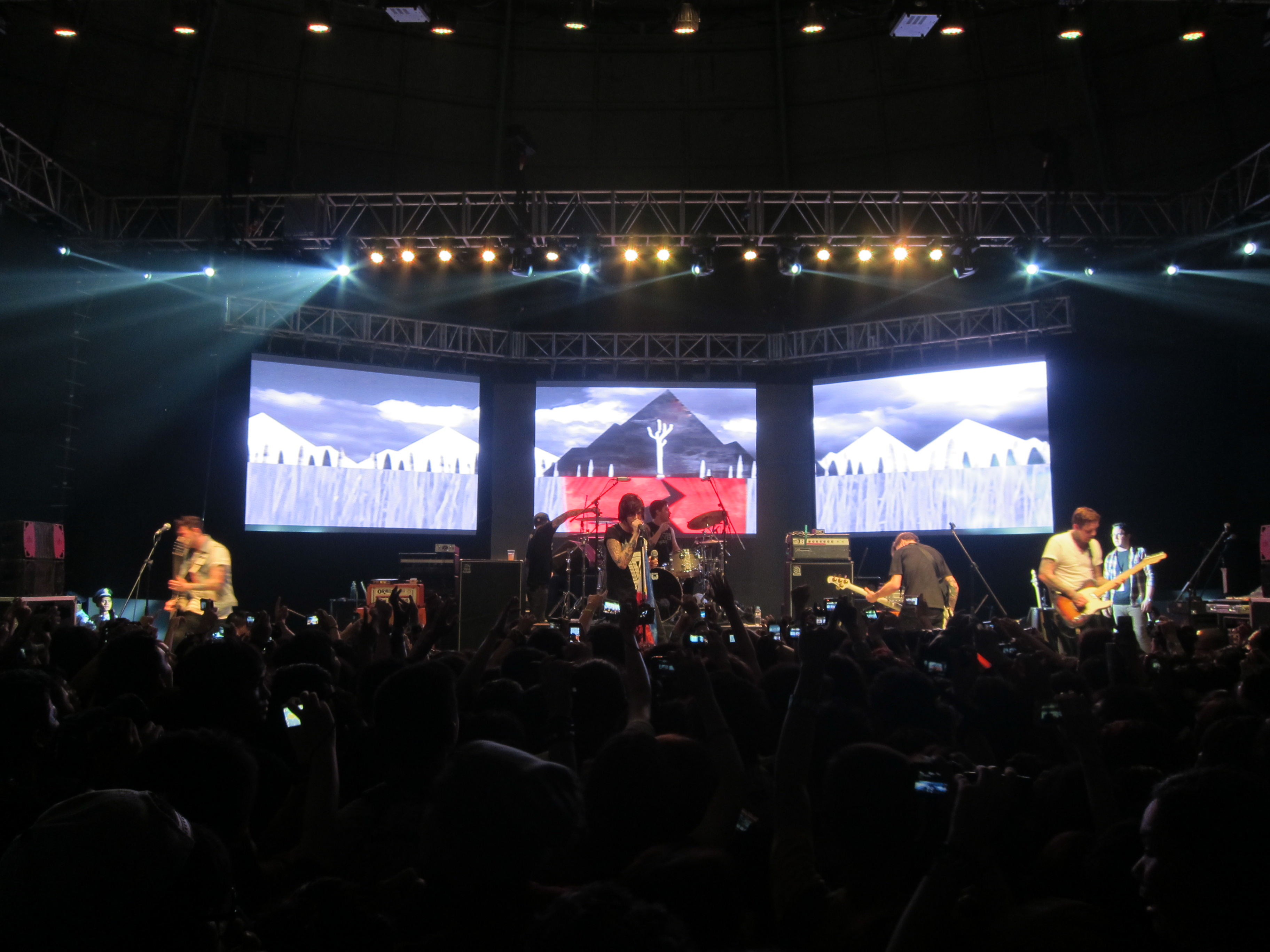
Gingen leer aus: Sowohl Sleeping with Sirens …

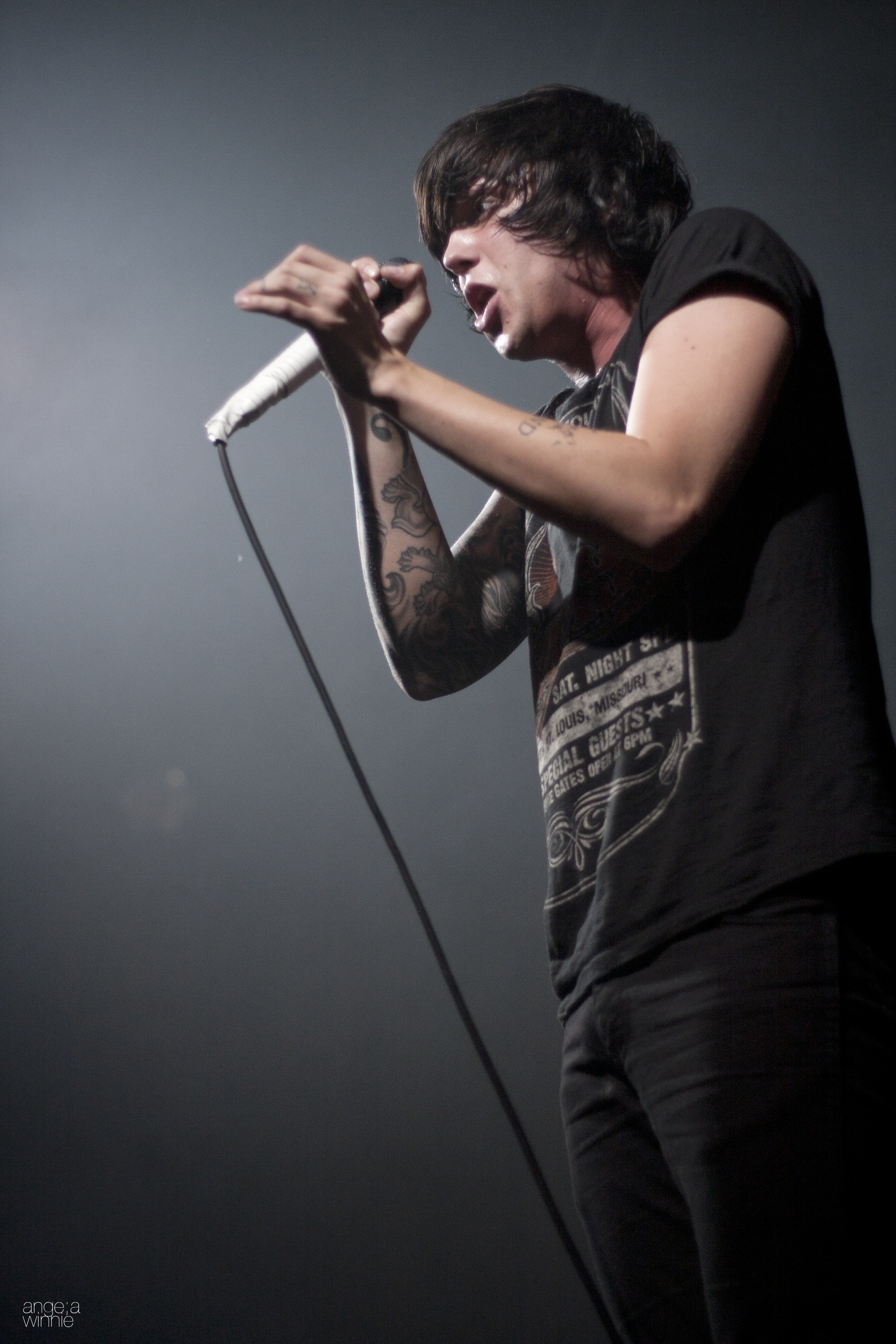
… als auch deren Sänger Kellin Quinn

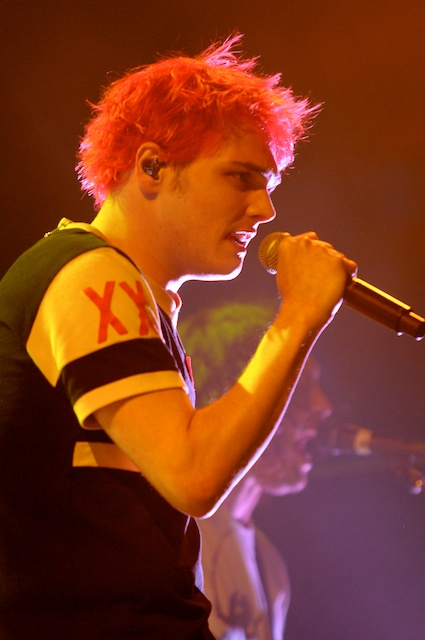
Gerard Way wurde Twitterer des Jahres

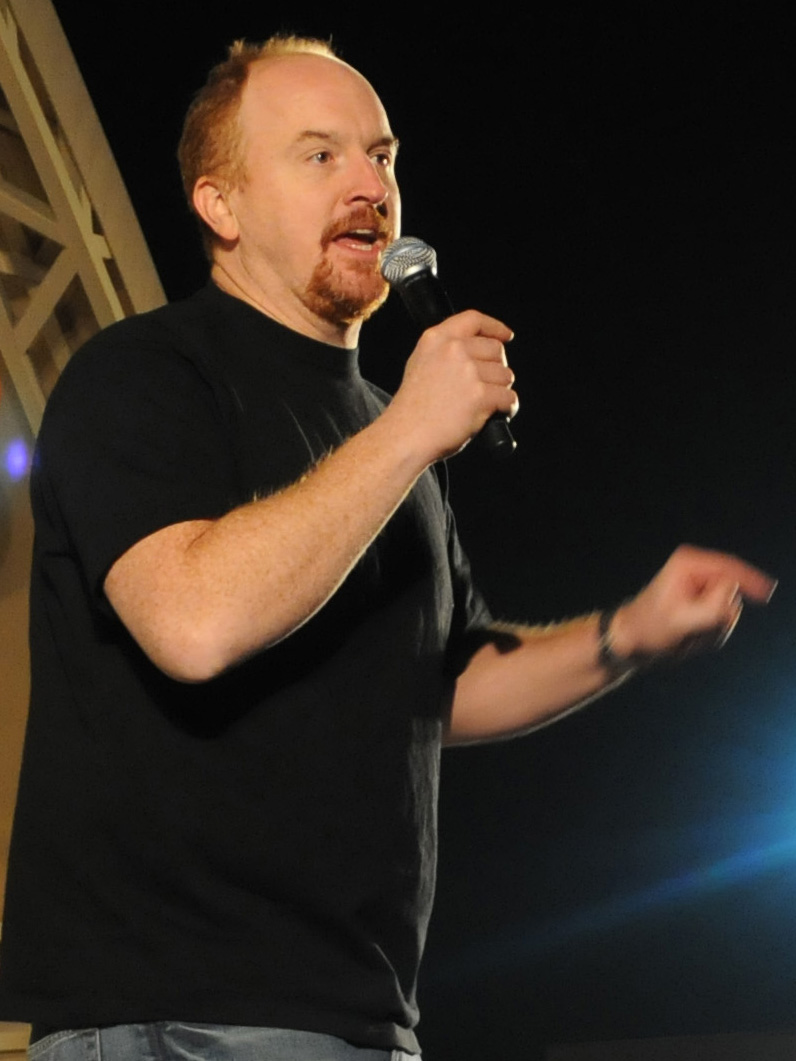
Louis C. K. wurde als Bester Comedian geehrt

### Bester britischer Newcomer
- Mallory Knox
- Fearless Vampire Killers
- Marmozets
- Lower Than Atlantis[2]
- Heaven’s Basement

### Bester internationaler Newcomer
- Sleeping with Sirens
- Set It Off
- Pierce the Veil
- Of Mice & Men[2]
- Tonight Alive

### Beste Single
- Fall Out Boy – The Phoenix[2]
- Fall Out Boy – My Songs Know What You Did In The Dark (Light Em Up)
- Paramore – Now
- Bring Me the Horizon – Shadow Moses
- Pierce the Veil feat. Kellin Quinn – King for a Day

### Bestes Album
- Biffy Clyro – Opposites[2]
- All Time Low – Don’t Panic
- Bring Me the Horizon – Sempiternal
- Don Broco – Priorities
- Black Veil Brides – Wretched and Divine: The Story of the Wild Ones

### Beste Liveband
- Black Veil Brides[2]
- Of Mice & Men
- Enter Shikari
- Bullet for My Valentine
- The Blackout

### Bestes Video
- Paramore – Now
- Pierce the Veil feat. Kellin Quinn – King for a Day[2]
- Bring Me the Horizon – Shadow Moses
- 30 Seconds to Mars – Up In The Air
- Cancer Bats – Bricks & Mortar

### Beste internationale Band
- Green Day
- Black Veil Brides
- All Time Low[2]
- Fall Out Boy
- Pierce the Veil

### Beste britische Band
- Young Guns
- Asking Alexandria
- Bring Me the Horizon[2]
- You Me at Six
- Enter Shikari

### Beste Fernsehserie
- The Big Bang Theory
- Game of Thrones
- The Walking Dead
- Doctor Who[2]
- Supernatural

### Bestes Computerspiel
- BioShock Infinite[2]
- Far Cry 3
- Tomb Raider
- Minecraft
- Halo 4

### Bester Kinofilm
- The Dark Knight Rises
- Die Avengers
- Django Unchained
- Sinister
- Der Hobbit[2]

### Bester Comedian
- Russell Howard
- Frankie Boyle
- Stewart Lee
- Louis CK[2]
- Chris Ramsey

### Tweeter des Jahres
- Jack Barakat von All Time Low
- Jono Yates von Blitz Kids
- Laurence Beveridge von Fearless Vampire Killers
- Mark Hoppus von Blink-182
- Gerard Way von My Chemical Romance[2]

### Hottest Female
- Hayley Williams von Paramore
- Jack Barakat von All Time Low
- Lzzy Hale von Halestorm[2]
- Tay Jardine von We Are the In Crowd
- Jenna McDougall von Tonight Alive

### Hottest Male
- Andy Biersack von Black Veil Brides
- Ben Bruce von Asking Alexandria[2]
- Gerard Way von My Chemical Romance
- Kellin Quinn von Sleeping with Sirens
- Jack Barakat von All Time Low

### Bestes Festival
- Download-Festival[2]
- Vans Warped Tour UK
- Slam Dunk Festival
- Reading and Leeds Festival
- Hit The Deck

### Beste Veranstaltung
- You Me at Six: The Final Night Of Sin[2]
- The Kerrang! Tour 2013
- Green Day’s 'secret' show at Reading
- Dave Grohl's Sound City Players at London Kentish Town Forum
- Fall Out Boy at London Camden Underworld

### Kerrang! Legend
- Slayer[2]

### Kerrang! Service to Rock
- Queen[2]

### Kerrang! Hall of Fame
- Pantera[2]

### Kerrang! Icon Award
- Venom[2]

### Kerrang! Inspiration
- Iron Maiden[2]

### The Relentless Award
- Young Guns[2]

## Kritik
Nach Bekanntwerden der Nominierten für die Preisverleihung 2013 wurde auf der Homepage des Magazins eine Diskussion geführt, welche die Vorgehensweise für die Nominierungsvergabe kritisiert. So wurde angeprangert, dass jeder nach einer einmaligen Anmeldung die Möglichkeit hatte, seine favorisierten Musiker und Gruppen vorzuschlagen. Manche gingen davon aus, dass die Wahl zu einer Farce verkomme, da es besonders viele „Fangirls“ gebe, die ihren Lieblingsinterpreten vorschlagen würden.